# Изабелла Валуа (королева Англии)
Изабелла Французская (фр. Isabelle de France) или Изабелла де Валуа (фр. Isabelle de Valois; 9 ноября 1389, Париж — 13 сентября 1409, Блуа, Королевство Франция) — вторая супруга короля Англии Ричарда II. После его смерти вернулась во Францию и вышла замуж за Карла, герцога Орлеанского.

## Биография
Изабелла была второй из дочерей французского короля Карла VI и Изабеллы Баварской. По сохранившимся сведениям современников принцесса была хороша собой и обладала изысканными манерами.
В октябре или ноябре 1396 года в Кале состоялась свадьба Изабеллы Французской и Ричарда II Английского. Посредством этого союза было продлено временное перемирие между Англией и Францией в период Столетней войны, а кроме того, за невестой было получено богатое приданое в размере 800 тысяч франков золотом. Несмотря на то, что их брак был заключён по политическим мотивам, супруги относились друг к другу с симпатией.
После свадьбы королева жила в Виндзоре. По причине её юного возраста брак не был довершён должным образом. В мае 1399 года Изабелла переехала в замок Уоллингфорд, а Ричард тем временем проводил военную кампанию в Ирландии. Воспользовавшись его отсутствием, из изгнания вернулся Генрих Болингброк. При поддержке многих дворянских родов он организовал мятеж против Ричарда, в результате которого король был низложен в сентябре 1399 года и заключён в Тауэр. Изабелла бежала из Уоллингфорда, была схвачена по приказу Болингброка и отправлена в Соннинг (англ. Sonning), деревушку близ Рединга.
После загадочной смерти Ричарда в феврале 1400 года, французский регентский совет при недееспособном Карле VI потребовал восстановить её в правах королевы, на что новый король Генрих IV отвечал, что Изабелла останется в Англии на положении королевы-вдовы, пока ей не подыщут подходящую партию. Он намеревался выдать её замуж за своего сына, принца Генриха, но, узнав об этом, Изабелла воспротивилась. Облачившись в траур, она отказалась принять это предложение, и в конечном итоге король согласился отпустить её назад во Францию при условии, что её приданое останется в английской казне.
Через несколько лет после возвращения на родину, 29 июня 1406 года, вдовствующая королева Англии обвенчалась со своим кузеном, Карлом, герцогом Орлеанским, а 13 сентября 1409 года она скончалась после рождения дочери Жанны.